# Почино-Софиевка
Почино-Софиевка (укр. Почино-Софіївка) — село, Почино-Софиевский сельский совет, Магдалиновский район, Днепропетровская область, Украина.
Код КОАТУУ — 1222386101. Население по переписи 2001 года составляло 931 человек.
Является административным центром Почино-Софиевского сельского совета, в который, кроме того, входят сёла Сичкаревка и Тарасовка.

## Географическое положение
Село Почино-Софиевка находится на берегу реки Кильчень (в основном на левом берегу), выше по течению на расстоянии в 3,5 км расположено село Сичкаревка, ниже по течению на расстоянии в 2,5 км расположено село Поливановка. Через село проходит автомобильная дорога Т-0413.

## История
- В 1886 году слобода Почино-Софиевка была центром Почино-Софиевской волости Новомосковского повета.

## Экономика
- «Починое», кооператив.

## Объекты социальной сферы
- Школа.
- Дом культуры.